# Akihito (geslacht)
Akihito is een monotypisch geslacht van straalvinnige vissen uit de familie van de grondels (Gobiidae).

## Soorten
- Akihito futuna Keith, Marquet & Watson, 2008
- Akihito vanuatu Watson, Keith & Marquet, 2007